# Colin Kaepernick
Colin Rand Kaepernick (Milwaukee, Wisconsin, Estados Unidos; 3 de noviembre de 1987) es un jugador profesional de fútbol americano y activista estadounidense. Juega en la posición de quarterback y actualmente es agente libre.
Jugó a nivel universitario en Nevada antes de ser elegido por los San Francisco 49ers en la segunda ronda del Draft de la NFL de 2011. En su primer año en la liga fue suplente de Alex Smith, pero a mediados de la temporada de 2012 pasó a ser titular después de que Smith sufriese una conmoción cerebral. Ese mismo año llevó a los 49ers a disputar el Super Bowl XLVII, en el que su equipo fue derrotado por los Baltimore Ravens.
En la temporada de 2016, Kaepernick comenzó a arrodillarse durante la interpretación del himno nacional de los Estados Unidos en señal de protesta por una serie de episodios de brutalidad policial contra ciudadanos afroamericanos acontecidos durante el verano de ese año. Ese gesto, que fue imitado por más jugadores de la NFL, generó un debate muy polarizado tanto a favor como en contra. La controversia aumentó en septiembre de 2017, cuando el entonces presidente Donald Trump llegó a pedir a los propietarios de las franquicias de la NFL el despido para aquellos jugadores que protestasen mientras sonaba el himno.
En 2021 Netflix estrena la serie Colin en blanco y negro (Colin in Black and White) que explora los años de instituto de Colin Kaepernick y las experiencias que le llevaron a ser un activista.

## Biografía
Kaepernick es hijo de Heidi Russo, que tenía 19 años al dar a luz. Su padre biológico, afroamericano, desapareció antes de que él naciera.
Russo dio a su hijo en adopción a Rick y Teresa Kaepernick, una pareja blanca que tenía dos hijos (Kyle y Devon), y quería tener un niño después de haber perdido otros dos por defectos del corazón.
Kaepernick se convirtió en el más joven de los tres. Vivió en Fond du Lac, Wisconsin, hasta los cuatro años, y asistió al instituto en Turlock, California.

## Carrera

### Universidad

#### Estadísticas
| Año   | Equipo | Partidos           | Partidos           | Partidos           | Pase               | Pase               | Pase               | Pase               | Pase               | Pase               | Pase               | Pase               | Carrera            | Carrera            | Carrera            | Carrera            |
| Año   | Equipo | PJ                 | PT                 | Récord             | Comp               | Att                | Pct                | Yds                | Avg                | TD                 | Int                | Rate               | Att                | Yds                | Avg                | TD                 |
| ----- | ------ | ------------------ | ------------------ | ------------------ | ------------------ | ------------------ | ------------------ | ------------------ | ------------------ | ------------------ | ------------------ | ------------------ | ------------------ | ------------------ | ------------------ | ------------------ |
| 2006  | Nevada | No jugó (redshirt) | No jugó (redshirt) | No jugó (redshirt) | No jugó (redshirt) | No jugó (redshirt) | No jugó (redshirt) | No jugó (redshirt) | No jugó (redshirt) | No jugó (redshirt) | No jugó (redshirt) | No jugó (redshirt) | No jugó (redshirt) | No jugó (redshirt) | No jugó (redshirt) | No jugó (redshirt) |
| 2007  | Nevada | 11                 |                    |                    | 133                | 247                | 53.8               | 2,175              |                    | 19                 | 3                  | 150.8              | 105                | 593                | 5.6                | 6                  |
| 2008  | Nevada | 13                 |                    |                    | 208                | 383                | 54.3               | 2,849              |                    | 22                 | 7                  | 132.1              | 161                | 1,130              | 7.0                | 17                 |
| 2009  | Nevada | 13                 |                    |                    | 166                | 282                | 58.9               | 2,052              |                    | 20                 | 6                  | 139.1              | 161                | 1,183              | 7.3                | 16                 |
| 2010  | Nevada | 14                 |                    |                    | 233                | 359                | 64.9               | 3,022              |                    | 21                 | 8                  | 150.5              | 173                | 1,206              | 7.0                | 20                 |
| Total | Total  | 51                 |                    |                    | 740                | 1,271              | 58.2               | 10,098             |                    | 82                 | 24                 | 142.5              | 600                | 4,112              | 6.9                | 59                 |

### NFL

#### San Francisco 49ers

##### 2011
El 29 de abril de 2011, los San Francisco 49ers negociaron con los Denver Broncos la decimotercera posición en la segunda ronda (45.ª elección) para seleccionar a Kaepenick como la cuarta selección de la segunda ronda (36º elección) en el draft de 2011. Los Broncos recibieron las selecciones 45, 108 y 141, a cambio de la selección global número 36.
Kaepernick debutó en la NFL el 2 de octubre de 2011 ante los Philadelphia Eagles.

##### 2012
El 11 de noviembre de 2012, ante los St. Louis Rams, Kaepernick reemplazó a Alex Smith tras el descanso debido a que este sufrió una conmoción cerebral que le impidió regresar al campo.
En el Super Bowl XLVII logró un touchdown de carrera de 15 yardas, récord histórico del partido para un quarterback. Los Niners perdieron contra los Baltimore Ravens por 34-31.

##### 2013
En febrero de 2013 los 49ers traspasaron a Alex Smith a los Kansas City Chiefs, consolidando a Kaepernick como quarterback titular del equipo.

##### 2016
El nuevo entrenador jefe de los 49ers, Chip Kelly, nombró a Blaine Gabbert como quarterback titular. Sin embargo, debido al bajo rendimiento de Gabbert, en la sexta jornada Kelly anunció que Kaepernick sería el QB titular. En la semana 13, en un partido contra los Chicago Bears, firmó un pobre uno de cinco en pases para cuatro yardas (cifra más baja de su carrera) y fue sustituido por Gabbert al final del tercer cuarto.
El 3 de marzo de 2017, Kaepernick declinó la opción de jugador sobre su contrato y se convirtió en agente libre.

## Estadísticas

### Temporada regular
| Año   | Equipo | Partidos | Partidos | Partidos | Pase | Pase | Pase | Pase   | Pase | Pase | Pase | Pase | Carrera | Carrera | Carrera | Carrera |
| Año   | Equipo | PJ       | PT       | Récord   | Comp | Att  | Pct  | Yds    | Avg  | TD   | Int  | Rate | Att     | Yds     | Avg     | TD      |
| ----- | ------ | -------- | -------- | -------- | ---- | ---- | ---- | ------ | ---- | ---- | ---- | ---- | ------- | ------- | ------- | ------- |
| 2011  | SF     | 3        | 0        |          | 3    | 5    | 60,0 | 35     | 7,0  | 0    | 0    | 81,2 | 2       | -2      | -1,0    | 0       |
| 2012  | SF     | 13       | 7        |          | 136  | 218  | 62,4 | 1814   | 8,3  | 10   | 3    | 98,3 | 63      | 415     | 6,6     | 5       |
| 2013  | SF     | 16       | 16       |          | 243  | 416  | 58,4 | 3197   | 7,7  | 21   | 8    | 91,6 | 92      | 524     | 5,7     | 4       |
| 2014  | SF     | 16       | 16       |          | 289  | 478  | 60,5 | 3369   | 7,0  | 19   | 10   | 86,4 | 104     | 639     | 6,1     | 1       |
| 2015  | SF     | 9        | 8        |          | 144  | 244  | 59,0 | 1615   | 6,6  | 6    | 5    | 78,5 | 45      | 256     | 5,7     | 1       |
| 2016  | SF     | 12       | 11       |          | 196  | 331  | 59,2 | 2241   | 6,8  | 16   | 4    | 90,7 | 69      | 468     | 6,8     | 2       |
| Total | Total  | 69       | 58       | 28-30    | 1011 | 1692 | 59,8 | 12.271 | 7.3  | 72   | 30   | 88,9 | 375     | 2300    | 6,1     | 13      |

### Playoffs
| Año   | Equipo | Partidos | Partidos | Partidos | Pase | Pase | Pase | Pase | Pase | Pase | Pase | Pase  | Carrera | Carrera | Carrera | Carrera |
| Año   | Equipo | PJ       | PT       | Récord   | Comp | Att  | Pct  | Yds  | Avg  | TD   | Int  | Rate  | Att     | Yds     | Avg     | TD      |
| ----- | ------ | -------- | -------- | -------- | ---- | ---- | ---- | ---- | ---- | ---- | ---- | ----- | ------- | ------- | ------- | ------- |
| 2012  | SF     | 3        | 3        |          | 49   | 80   | 61,3 | 798  | 10,0 | 4    | 2    | 100,9 | 25      | 264     | 10,6    | 3       |
| 2013  | SF     | 3        | 3        |          | 45   | 82   | 54,9 | 576  | 7,0  | 3    | 3    | 74,0  | 26      | 243     | 9.3     | 1       |
| Total | Total  | 6        | 6        |          | 94   | 162  | 58.0 | 1374 | 8.5  | 7    | 5    | 87,3  | 51      | 507     | 9,9     | 4       |

## Vida personal
Kaepernick es cristiano evangélico. Fue bautizado por el método metodista, con la confirmación luterana, y asistió a una iglesia bautista durante sus años universitarios.
Desde julio de 2015 sale con la personalidad de radio y presentadora, Nessa Diab, haciéndose oficial la relación en febrero de 2016. A mediados de 2022 nació su primer hijo.
Comenzó a seguir una dieta vegana a finales de 2015.
A finales de 2016 se hizo célebre por haberse arrodillado durante la interpretación del himno estadounidense en un partido oficial de la liga. Poco antes, había comenzado a desarrollar el "Campamento: Conoce tus Derechos" (KYRC) una campaña dirigida a jóvenes interesada en aumentar la conciencia sobre la educación superior, la alfabetización financiera, cómo interactuar con la aplicación de la ley o la campaña Black Lives Matter, entre otros.
La lista de derechos es una adaptación del Partido de las Panteras Negras para el Plan de Diez Puntos de Autodefensa.